# Résolution ES-11/1 de l'Assemblée générale des Nations unies
- En faveur
- Contre
- Abstention
- Absent
- Non membre

La résolution ES-11/1 de l'Assemblée générale des Nations unies est une résolution de la onzième session extraordinaire d'urgence de l'Assemblée générale des Nations unies, adoptée le 2 mars 2022. Elle déplore l'invasion de l'Ukraine par la Russie et exige un retrait complet des forces russes ainsi qu'un retour sur sa décision de reconnaître les républiques populaires autoproclamées de Donetsk et de Lougansk. La résolution est parrainée par 96 pays et elle est  adoptée par 141 voix pour, cinq contre et 35 abstentions.

## Votes
Parmi les 193 pays membres, 141 pays ont approuvé la résolution, 5 pays s’y sont opposés et 35 pays se sont abstenus dont 14 pays eurasiatiques, 4 pays du continent américain et 17 pays africains ; tandis que 12 pays n'ont pas pris part au vote. La répartition se présente comme suit :
| Vote                                      | Nombre | États | % des votes | % des États membres |
| ----------------------------------------- | ------ | --- | ----------- | ------------------- |
| Pour                                      | 141    | - Afghanistan - Albanie - Allemagne - Andorre - Antigua-et-Barbuda - Arabie saoudite - Argentine - Australie - Autriche - Bahamas - Bahreïn - Barbade - Belgique - Belize - Bénin - Bhoutan - Birmanie - Bosnie-Herzégovine - Botswana - Brésil - Brunei - Bulgarie - Canada - Cambodge - Cap-Vert - Chili - Chypre - Colombie - Comores - Corée du Sud - Costa Rica - Côte d'Ivoire - Croatie - Danemark - Djibouti - Dominique - Égypte - Émirats arabes unis - Équateur - Espagne - Estonie - États-Unis - États fédérés de Micronésie - Fidji - Finlande - France - Gabon - Gambie - Géorgie - Ghana - Grèce - Grenade - Guatemala - Guyana - Haïti - Honduras - Hongrie - Îles Marshall - Îles Salomon - Indonésie - Irlande - Islande - Israël - Italie - Jamaïque - Japon - Jordanie - Kenya - Kiribati - Koweït - Lesotho - Lettonie - Liban - Liberia - Liechtenstein - Lituanie - Luxembourg - Macédoine du Nord - Malaisie - Malawi - Maldives - Malte - Maurice - Mauritanie - Mexique - Moldavie - Monaco - Monténégro - Nauru - Népal - Niger - Nigeria - Norvège - Nouvelle-Zélande - Oman - Palaos - Panama - Papouasie-Nouvelle-Guinée - Paraguay - Pérou - Philippines - Pologne - Portugal - Qatar - République démocratique du Congo - République dominicaine - Roumanie - Royaume-Uni - Rwanda - Saint-Christophe-et-Niévès - Saint-Marin - Saint-Vincent-et-les-Grenadines - Sainte-Lucie - Samoa - Sao Tomé-et-Principe - Serbie - Seychelles - Sierra Leone - Singapour - Slovaquie - Slovénie - Somalie - Suède - Suisse - Suriname - Tchad - Tchéquie - Thaïlande - Timor oriental - Tonga - Trinité-et-Tobago - Tunisie - Turquie - Tuvalu - Ukraine - Uruguay - Vanuatu - Yémen - Zambie | 77,9 %      | 73,06 %             |
| Contre                                    | 5      | - Biélorussie - Corée du Nord - Érythrée - Russie - Syrie | 2,76 %      | 2,59 %              |
| Abstention                                | 35     | - Afrique du Sud - Algérie - Angola - Arménie - Bangladesh - Bolivie - Burundi - Chine - Cuba - Guinée équatoriale - Inde - Irak - Iran - Kazakhstan - Kirghizistan - Laos - Madagascar - Mali - Mongolie - Mozambique - Namibie - Nicaragua - Ouganda - Pakistan - République centrafricaine - République du Congo - Salvador - Sénégal - Soudan - Soudan du Sud - Sri Lanka - Tadjikistan - Tanzanie - Viêt Nam - Zimbabwe | 19,34       | 18,13 %             |
| Absence                                   | 12     | - Azerbaïdjan - Burkina Faso - Cameroun - Eswatini - Éthiopie - Guinée - Guinée-Bissau - Maroc - Ouzbékistan - Togo - Turkménistan - Venezuela |             | 6,18 %              |
| Total                                     | 193    | – | 100 %       | 100 %               |
| Source: A/RES/ES-11/3 voting record 1. 2. |        | |             |                     |

Les 141 pays qui ont voté en faveur de la résolution représentent 41% de la population mondiale, tandis que les 5 pays qui ont voté contre la résolution représentent 2,6 % de la population mondiale.